# Luís Sampaio
Luís Manuel de Andrade Sampaio Ferreira mais conhecido por Luís Sampaio (Lisboa, 30 de Novembro de 1964) é um músico e advogado português. 
Como músico integrou o grupo Radar Kadafi.
É o actual teclista dos Delfins.